# クリッター3
『クリッター3』（Critters 3）はクリスティン・ピーターソン監督による1991年のアメリカのホラー映画。続編である『クリッター4』と同時に撮影された。クリッター・シリーズの3作目だが、前2作とは舞台を異にしている。レオナルド・ディカプリオの映画デビュー作でもある。

## ストーリー
クリッターの襲撃を生き延びたチャーリーの警告にもかかわらず、都会から来たクリフォードとその子供たちは休暇の旅行中に休憩地点で止まって休息を取る。彼らは住んでいるアパートに帰るが、トラックにはクリッターの卵が産みつけられていた。二つの卵から孵った小さな殺し屋たちにアパートは襲われ、意地の悪い管理人だったフランクが殺されてしまう。この映画でほかに死んでしまうのは悪徳不動産屋（レオナルド・ディカプリオ演じるジョッシュの継父）だけであり、シリーズ中でも随一の少なさとなっている。

## スタッフ
- 制作: ルーパート・ハーヴェイ
- 監督: クリスティン・ピーターソン
- 脚本: デイヴィッド・スコウ

## キャスト
- ドン・キース・オッパー: チャーリー・マクファデン
- ジョン・カルヴィン: クリフォード
- ニナ・アクセルロッド: ベティ・ブルッグス
- レオナルド・ディカプリオ: ジョッシュ